# Nico Greetham
Nicholas James Greetham (Los Angeles, 5 de março de 1995), mais conhecido como Nico Greetham, é um ator e dançarino americano. Ele é mais conhecido por interpretar Calvin Maxwell / Ranger Aço Ninja Amarelo em Power Rangers Ninja Steel.

## Filmografia

### Cinema
| Ano  | Título                              | Papel               | Notas          |
| ---- | ----------------------------------- | ------------------- | -------------- |
| 2008 | From Within                         | Menino de bicicleta |                |
| 2020 | Dinner in America                   | Derrick             |                |
| 2020 | Birds of Prey                       | Idiota jovem        |                |
| 2020 | First Lady                          | Max jovem           |                |
| 2020 | Dramarama                           | Oscar               |                |
| 2020 | The Prom                            | Nick                |                |
| 2023 | The Ballad of Tita and the Machines | Bob AI              | Curta-metragem |
| 2025 | Something Casual                    | Alex                |                |

### Televisão
Como ele mesmo
| Ano  | Título                     | Papel        | Notas        |
| ---- | -------------------------- | ------------ | ------------ |
| 2013 | So You Think You Can Dance | Participante | Temporada 10 |

Como ator
| Ano       | Título                                | Papel                                     | Notas                                          |
| --------- | ------------------------------------- | ----------------------------------------- | ---------------------------------------------- |
| 2014      | General Hospital                      | Co-estrela                                | Episódio: "#1.13045"                           |
| 2015      | Glee                                  | Vocal Adrenalina                          | Episódio: "The Rise and Fall of Sue Sylvester" |
| 2017–2018 | The Thundermans                       | Co-estrela                                | 2 episódios                                    |
| 2017–2018 | Power Rangers Ninja Steel             | Calvin Maxwell / Ranger Aço Ninja Amarelo | 44 episódios                                   |
| 2019      | NCIS                                  | Tommy Larson                              | Episódio: "Judge, Jury..."                     |
| 2019      | Into the Dark                         | Daniel                                    | Episódio: "A Nasty Piece of Work"              |
| 2021      | Blue Bloods                           | Scott Marino                              | Episódio: "In Too Deep"                        |
| 2021-2022 | American Horror Stories               | Zinn / Paul Theodore Winowski             | 2 episódios                                    |
| 2021      | American Horror Story: Double Feature | Cal Cambon                                | 4 episódios                                    |
| 2022      | Love, Victor                          | Nick                                      | 5 episódios                                    |

### Teatro
| Ano  | Título  | Papel | Notas    |
| ---- | ------- | ----- | -------- |
| 2014 | Newsies | Darcy | Broadway |